# Spotlight (Film)
Spotlight ist ein US-amerikanisches Filmdrama aus dem Jahr 2015. Die Regie führte Tom McCarthy, der zusammen mit Josh Singer auch das Drehbuch verfasste. Der Film basiert auf wahren Ereignissen und handelt von einem Team von Journalisten der Tageszeitung The Boston Globe, das den sexuellen Missbrauch in der römisch-katholischen Kirche in Boston aufdeckt. Die Hauptrollen werden von Mark Ruffalo, Michael Keaton, Rachel McAdams, John Slattery, Stanley Tucci und Liev Schreiber gespielt.
Der Film feierte seine Premiere am 3. September 2015 bei den 72. Internationalen Filmfestspielen von Venedig (außer Konkurrenz) und lief in Deutschland am 25. Februar 2016 an. Spotlight gewann mehrere internationale Filmpreise, darunter im Februar 2016 den Oscar in der Kategorie Bester Film.

## Handlung
Der Film beginnt 1976 auf einer Polizeiwache in Boston. Ein Priester hat die Kinder einer alleinerziehenden Mutter missbraucht und wird festgehalten. Schnell taucht ein hochrangiges Kirchenmitglied auf und überredet die Mutter, mit Verweis auf die Gemeinschaft der Kirche und dem Versprechen den Täter zu versetzen, auf eine Anzeige zu verzichten. Der stellvertretende Staatsanwalt assistiert dabei, indem er die Polizisten anweist, Reporter wegzuschicken und die Sache unter der Decke zu halten.
Die Tageszeitung The Boston Globe bekommt im Jahr 2001 mit dem Journalisten Marty Baron aus Miami einen neuen Chefredakteur. Dieser liest in einem kleinen Abschnitt der Zeitung über den pädophilen Priester John Geoghan und Kardinal Bernard Law, den Erzbischof von Boston, der von Geoghans sexuellem Missbrauch von Kindern wusste, jedoch nichts dagegen tat. Aufgrund der Vermutung, dass dieser einzelne Fall einen Hinweis auf ein ganzes System von Missbrauch geben könnte, drängt er sein hauseigenes Investigativ-Team Spotlight dazu, die Sache weiter zu erforschen.
Das nur vierköpfige Spotlight-Team beginnt, den sexuellen Missbrauch in der römisch-katholischen Kirche in Boston nach und nach aufzudecken. Es bringt in Erfahrung, dass das Erzbistum von den Taten gewusst und sie regelmäßig durch Versetzung der Täter vertuscht hatte, durch Geld das lebenslange Schweigen der Opfer erkauft und damit auch einen Gerichtsprozess vermieden hatte und schließlich die gerichtlichen Akten hierzu aus dem Gerichtsarchiv hatte auslagern lassen. Über den Ex-Priester Richard Sipe erfährt das Team, dass ca. 6 % der Priester sich an Kindern vergehen, was in Boston an die 90 Priester ergibt. Nach einigen Tagen ausgiebiger Recherche ist eine Liste von 87 Priestern zusammengestellt, die mehrere Male nacheinander nach jeweils nur ein paar Jahren in eine andere Gemeinde versetzt worden waren. Das Team versucht nun, den Verdacht zu überprüfen, indem es mit den Opfern Kontakt aufnimmt. Opferanwalt Mitchell Garabedian erwirkt gegen den Einspruch der Kirche, dass dem Journalisten Michael Rezendes aus dem Spotlight-Team Dokumente aus einem der früheren Verfahren zur Verfügung gestellt werden müssen. Diese bestätigen, dass Kardinal Law persönlich über den Missbrauch informiert war und ihn wissentlich ignorierte.
Das alteingesessene Bostoner Establishment versucht auf vielfältige Weise, den Chef des Teams, Walter Robinson, von diesen Recherchen abzubringen. Dass auch er selbst an der langjährigen Verzögerung der Aufdeckung mitverantwortlich ist, wird kurz vor Abschluss der Recherchen klar. Lange zuvor war ihm eine Liste von 20 pädophilen Priestern zugeschickt worden, die ihm aber außer einer Notiz im Lokalteil keine weitere Recherche wert schien.
Der Artikel des Spotlight-Teams wird Anfang 2002 gedruckt und beinhaltet neben der Aufklärung der sexuellen Missbräuche und deren Vertuschung durch die römisch-katholische Kirche eine Telefonnummer, an welche die Leser sich wenden können. Am nächsten Morgen wird das Spotlight-Team von Anrufen weiterer Missbrauchsopfer geradezu überflutet.
Der Film endet mit knappen Informationen über die weltweiten Folgen des Bostoner Skandals und dem Hinweis, dass dem Boston Globe für die Veröffentlichung der Recherche 2003 der Pulitzer-Preis für Dienste an der Öffentlichkeit verliehen wurde.

## Hintergründe
Das Drehbuch für den Film wurde bereits im Juni 2013 von McCarthy und Singer fertiggestellt. Es wurde im selben Jahr auf der amerikanischen Black List aufgelistet, welche die populärsten nicht verwerteten Drehbücher beinhaltet.
Die Dreharbeiten begannen am 24. September 2014 in Boston. Gedreht wurde unter anderem im Fenway Park, in den Büroräumen der Tageszeitung The Boston Globe im Stadtteil Dorchester sowie in der Boston Public Library. Zusätzlich wurden einige Szenen in der McMaster University in Hamilton, Kanada aufgenommen.
Der Film verwendet im Abspann und in Zwischentiteln die Schriftart Miller, welche der Boston Globe für seine Schlagzeilen und Texte verwendet.
Spotlight feierte am 3. September 2015 seine Premiere bei den 72. Internationalen Filmfestspielen von Venedig, wo er beim Publikum auf anhaltenden Beifall stieß. Am 6. November 2015 wurde er in ausgewählten Kinos in den Vereinigten Staaten veröffentlicht und am 25. November 2015 landesweit. Der deutsche Kinostart war am 25. Februar 2016.

## Kritik
Der Film stieß überwiegend auf positive Kritik. Derzeit (Stand: März 2018) hält Spotlight auf Rotten Tomatoes eine Bewertung von 97 %, basierend auf 334 Kritiken und einer Durchschnittsbewertung von 9/10. Auf Metacritic erhielt der Film einen Metascore von 93/100, basierend auf 44 Bewertungen.
Verena Lueken erklärte in ihrer Filmkritik Recherche statt Rache in der Frankfurter Allgemeinen Zeitung vom 24. Februar 2016: „Eine wahre Geschichte. Gespielt von einem großartigen Schauspielerensemble. Eine Feier der journalistischen Ethik und des journalistischen Professionalismus. Wem das altmodisch vorkommt, hat einerseits recht. Der Zeitungsknüller ist ein Genre, das bis in die Dreißiger zurückreicht. Auch die Bilder der Druckerpressen, aus denen die frisch gedruckten Zeitungen herausfallen und mit dem Lastwagen durch den noch dunklen Morgen zu den Briefkästen und Kiosken gefahren werden, werden nicht mehr viele Generationen verstehen. Aber das, worum es geht, sollte bleiben. Die vierte Gewalt und die Verantwortung, die sie trägt.“
Kai Mihm lobte in der Zeitschrift epd Film vom Februar 2016: „Manche Filme beeindrucken nicht nur durch das, was sie sind, sondern auch durch das, was sie nicht sind. Tom McCarthys neuer Film ‚Spotlight‘ ist so ein Fall. Ein Drama über eine große journalistische Investigation, aber kein großspuriges Enthüllungsdrama; eine Reflexion über ethische Integrität, aber keine Moralpredigt; eine Erzählung über pervertierte Religionsloyalität und die ungute Macht der katholischen Kirche, aber kein Pamphlet gegen Glauben und Spiritualität. […] Die Rechercheure selbst werden als journalistische Archetypen porträtiert, als Verkörperung essenzieller Berufseigenschaften. Mark Ruffalo steht für unnachgiebige Verbissenheit; Brian d’Arcy James für besonnene Professionalität; Rachel McAdams für die Fähigkeit, Menschen zuzuhören. Sie alle sind vom Drehbuch markant gezeichnet und von den Darstellern zugleich so fein ziseliert, dass sie zu lebendigen Charakteren werden. […] Trotz ihrer Unerschrockenheit werden [die Reporter] nicht zu Volkshelden stilisiert. McCarthys Haltung ist klar. Diese Journalisten haben etwas Bahnbrechendes erreicht, aber zum Triumphieren gibt es bei einer solchen Geschichte keinen Grund.“
Josephine Woll, Professorin an der Howard University, hebt in ihrer Kritik hervor, dass es „ein großes Plus“ sei, dass der Film die Geschichte „nicht künstlich dramatisiert“. Somit beziehe der Film „seine Kraft aus der Zurückhaltung“, der Film sei auch ohne „aufgesetzte innere oder äußere Konflikte spannend und bewegend“. Gerade weil der Film Menschen beobachte, die ihren Beruf kompetent ausüben, gehe der Film nahe. Sie bemerkt, dass der Film den Moment, in dem das Team den Pulitzer-Preis erhält, nicht zeigt. Daher bliebe der Fokus „da, wo er hingehört: auf dem Job den es zu tun gilt.“ Sie betont die Darstellung „ganz unglamouröser Tätigkeiten, die Filme gern ignorieren“ wie z. B. Quellen suchen, Telefonbücher wälzen und Gerichtsprotokolle anzufordern. Für die Kritikerin lässt Spotlight „tiefes Mitgefühl bei den weit über 1000 Mißbrauchsopfern erkennen, aber [der Film] ist vor allem ein Hohelied auf den investigativen Journalismus und die anständigen, ganz normalen Menschen, die sich ihm verschrieben haben.“

## Reaktion der katholischen Kirche
Kardinal Seán Patrick O’Malley des Erzbistums Boston befand, dass Spotlight zeige, wie die Zeitungen die Kirche dazu brächten, sich mit beschämenden Dingen zu konfrontieren. Ein Sprecher des Radio Vatikan, des offiziellen Radiosenders des Heiligen Stuhls, empfand den Film als „ehrlich“ und „dringend“ und erklärte, dass Spotlight der katholischen Kirche in den Vereinigten Staaten helfe, ihre Sünden zuzugeben und die Konsequenzen dafür zu tragen.

## Auszeichnungen
Oscars 2016
- Bester Film (Steve Golin, Michael Sugar, Blye Pagon Faust, Nicole Rocklin)
- Bestes Originaldrehbuch (Tom McCarthy & Josh Singer)
- Nominiert für Beste Nebendarstellerin (Rachel McAdams)
- Nominiert für Bester Nebendarsteller (Mark Ruffalo)
- Nominiert für Beste Regie (Tom McCarthy)
- Nominiert für Bester Schnitt (Tom McArdle)

Golden Globe Awards 2016
- Nominiert für Bester Film – Drama
- Nominiert für Beste Regie (Tom McCarthy)
- Nominiert für Bestes Filmdrehbuch (Tom McCarthy & Josh Singer)

Critics’ Choice Movie Awards Jan. 2016
- Bester Film
- Bestes Originaldrehbuch (Tom McCarthy & Josh Singer)
- Bestes Schauspielensemble
- Nominiert für Beste Regie (Tom McCarthy)
- Nominiert für Bester Nebendarsteller (Mark Ruffalo)
- Nominiert für Beste Nebendarstellerin (Rachel McAdams)
- Nominiert für Bester Schnitt (Tom McArdle)
- Nominiert für Bester Komponist (Howard Shore)

American Film Institute
- Top 10 Filme 2015

Austin Film Critics Association Awards 2015
- Top 10 Filme 2015
- Nominiert für Bester Film
- Nominiert für Beste Regie (Tom McCarthy)
- Nominiert für Bestes Originaldrehbuch (Tom McCarthy & Josh Singer)

Boston Society of Film Critics Awards 2015
- Bester Film
- Bestes Drehbuch (Tom McCarthy & Josh Singer)
- Bestes Schauspielerensemble

Los Angeles Film Critics Association Awards 2015
- Bester Film
- Bestes Drehbuch (Tom McCarthy & Josh Singer)

New York Film Critics Circle Awards 2015
- Bester Hauptdarsteller (Michael Keaton)

AACTA International Awards 2016
- Bestes Drehbuch (Tom McCarthy & Josh Singer)
- Nominiert für Bester Film

Satellite Awards 2015
- Bester Film
- Beste Regie (Tom McCarthy)
- Bestes Originaldrehbuch (Tom McCarthy & Josh Singer)
- Bestes Ensemble
- Nominiert für Bester Nebendarsteller (Michael Keaton)
- Nominiert für Bester Nebendarsteller (Mark Ruffalo)
- Nominiert für Beste Nebendarstellerin (Rachel McAdams)
- Nominiert für Beste Filmmusik (Howard Shore)

Screen Actors Guild Awards 2016
- Bestes Schauspielensemble (Billy Crudup, Brian d’Arcy James, Michael Keaton, Rachel McAdams, Mark Ruffalo, Liev Schreiber, John Slattery und Stanley Tucci)
- Nominiert für Beste Nebendarstellerin (Rachel McAdams)

British Academy Film Awards 2016
- Bestes Originaldrehbuch (Tom McCarthy & Josh Singer)
- Nominiert für Bester Film
- Nominiert für Bester Nebendarsteller (Mark Ruffalo)

Independent Spirit Awards 2016
- Robert Altman Award
- Bester Film
- Beste Regie (Tom McCarthy)
- Bestes Drehbuch (Tom McCarthy & Josh Singer)
- Bester Schnitt (Tom McArdle)

2016 belegte Spotlight bei einer Umfrage der BBC zu den 100 bedeutendsten Filmen des 21. Jahrhunderts den 88. Platz.